# Misdienaar

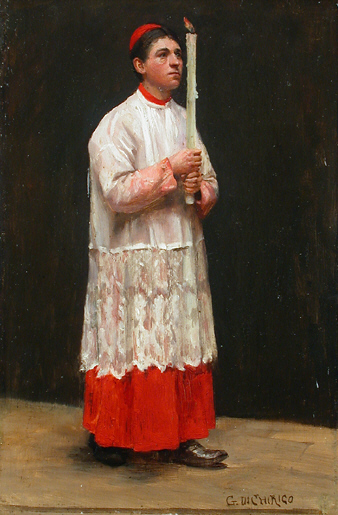
Een misdienaar door de Napolitaanse schilder Giacomo di Chirico (1843-1882)

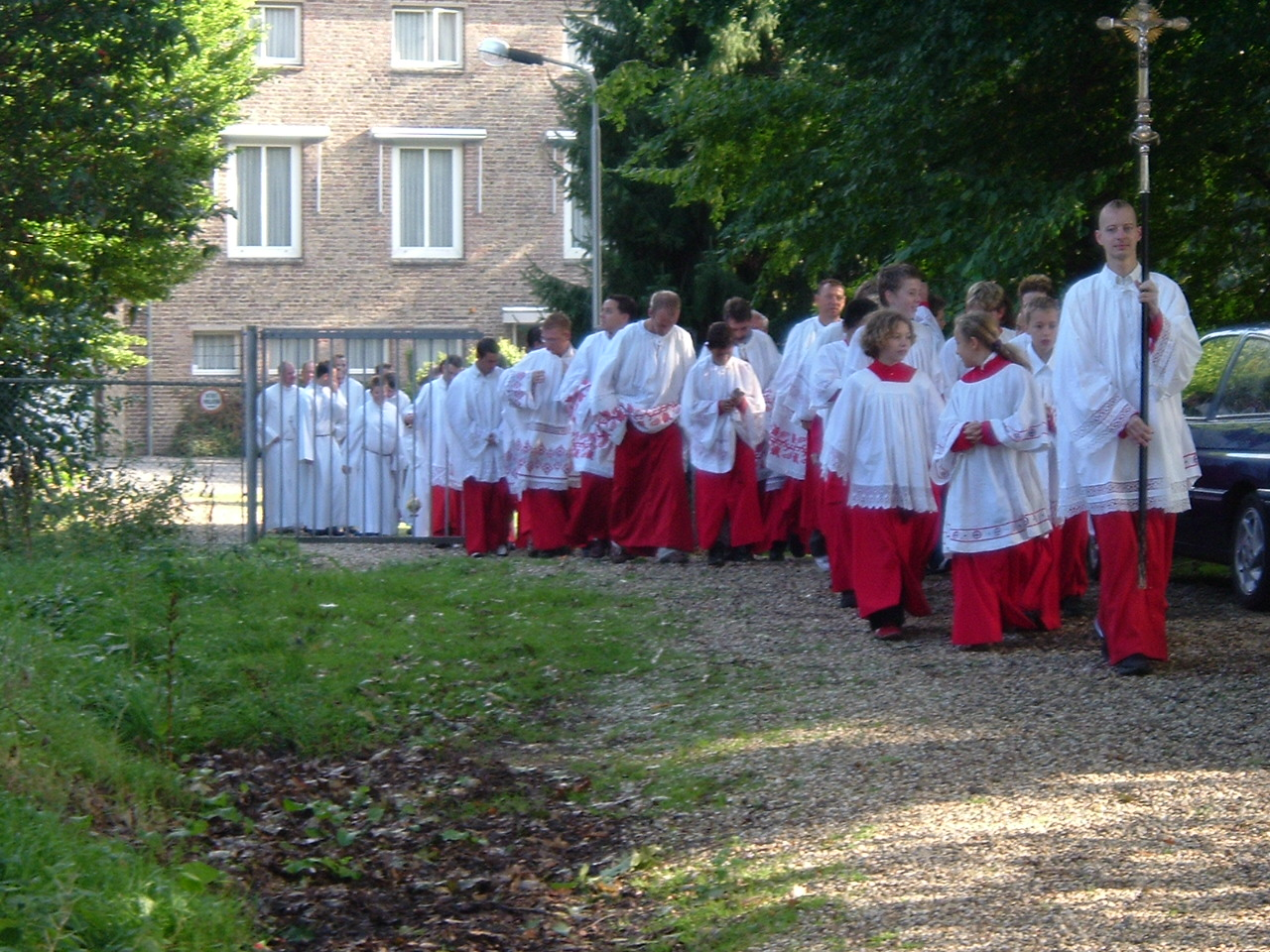
50 misdienaars gehuld in toog met daarover de superplie tijdens het 50-jarig bestaan van de Sint-Martinuskerk (Gennep)

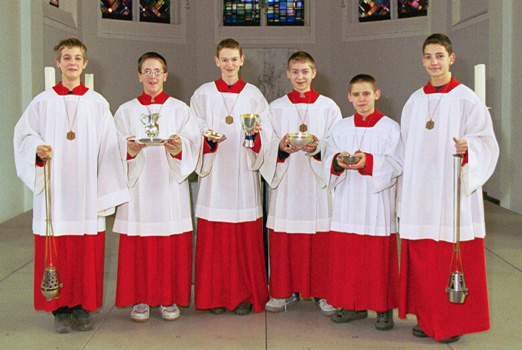
Misdienaars

Een misdienaar is een leek, religieus of seminarist die tijdens een Heilige Mis van de Rooms-Katholieke Kerk de priester behulpzaam is en ondersteunende taken verricht. Er wordt soms een onderscheid gemaakt tussen misdienaar (tot 16 jaar) en acoliet (16 jaar en ouder).
Tarcisius is de patroonheilige van de misdienaars.

## Taken
De taken van een misdienaar of acoliet zijn divers. Misdienaars en acolieten zijn verantwoordelijk voor het gereedmaken van het altaar. De ciborie of schaal met nog niet-geconsacreerde hosties en kelk worden door hen aan de priester gegeven. Ook zorgen zij voor water en wijn, zodat deze gemengd kunnen worden voorafgaand aan de consecratie en voor de handwassing. Daarnaast wordt een bel geluid bij binnenkomst en wordt er gebeld tijdens de consecratie. Ook de wierook en het wierookvat en het wijwatervat met daarin de wijwaterkwast vallen onder de taken van de misdienaar of acoliet. De acoliet deelt vaak ook de communie uit, al kan dat per priester, situatie of kerk verschillen. Ook het plechtig binnendragen van het evangelie, kaarsen (waaronder de Paaskaars) of het processiekruis kunnen tot de taken behoren.
Acolieten worden in het Latijn aangeduid naar hun functie:
- Ceremoniarius - Ceremoniemeester/Hoofdacoliet
- Thuriferarius - wierookdrager
- Ceroferarius - lichtdrager
- Croceferarius - kruisdrager
- Navicularius - wierookscheepdrager.

Tot de jaren 60 van de 20e eeuw mochten in veel kerken meisjes en vrouwen geen misdienaar of andere functies (zoals lector) vervullen, omdat zij niet bevoegd waren het priesterkoor te betreden. In veel kerken hebben - onder invloed van de vernieuwingen van het Tweede Vaticaans Concilie binnen de Kerk - sindsdien meisjes-misdienaren hun intrede gedaan in de Novus Ordo Missae.

### Tridentijnse Mis
Binnen de Tridentijnse mis dienen uitsluitend jongens en volwassen mannen in de liturgie, meisjes en vrouwen zijn in deze niet bevoegd het priesterkoor te betreden. Ook wordt er uitsluitend een rode of zwarte toog met witte superplie gedragen. Alle misdienaarfuncties hebben in de Tridentijnse Mis een vast protocollair takenpakket en worden de misdienaars hiërarchisch, aan de hand van bekwaamheid, kennis en ervaring, als volgt ingedeeld (van hoog naar laag):
- Ceremoniarius-chef (hoofd van alle actieve en niet-actieve misdienaars in een kerk of parochie)
- Ceremoniarius
- Thuriferarius
- Acoliet 1 (vormt een koppel met acoliet 2 en is tevens Ceroferarius)
- Acoliet 2 (vormt een koppel met acoliet 1 en is tevens Ceroferarius)
- Overige misdienaars (zoals croceferarius, navicularius, aanvullende ceroferarii en misdienaars onder de 16 jaar oud)

De ceremoniarius (ook wel ceremoniemeester genoemd) geeft leiding aan alle misdienaars tijdens de liturgie. En is soms ook het hoofd van alle actieve en niet-actieve misdienaars in de betreffende kerk. De ceremoniarius moet de gehele Tridentijnse ritus in alle facetten kennen en heeft de bevoegdheid de celebrant, overige geestelijken en de misdienaars tijdens de liturgie terecht te wijzen indien deze een fout begaan. Daarnaast is de ceremoniarius ook verantwoordelijk voor de opleiding, planning en de kleding van de misdienaars. Tijdens de Heilige Mis staat de ceremoniarius meestal in de nabijheid van de priester en assisteert hem met het "asperges me", het bidden van de voetgebeden, het lezen van het [[[missaal]] en het bewieroken van het altaar. Ook assisteert de ceremoniarius de priester met het uitdelen van de Heilige Communie, uitsluitend op de tong, door een communiepateen onder de kin van de gelovigen aan de communiebank te houden zodat er geen stukjes van de Heilige Hostie op de grond vallen. Vaak wordt er met betrekking tot de kerkelijke ceremoniemeester vastgehouden aan de benaming "ceremoniarius" om verwarring met een niet-kerkelijke ceremoniemeester tijdens een huwelijk of uitvaart te voorkomen. In sommige kerken is een ceremoniarius eveneens koster. Indien een kerk of parochie meerdere ceremoniarii heeft wordt er een ceremoniarius-chef aangesteld die hoofd is van alle actieve en niet-actieve misdienaars binnen een kerk of parochie. 
De thuriferarius draagt het wierookvat en assisteert onder andere tijdens het bewieroken van het altaar en de priester. daarnaast bewierookt de thuriferarius ook de ceremoniarius, overige misdienaars en de gelovigen tijdens de Heilige Mis. Hij neemt soms incidenteel taken van de ceremoniarius over als deze de priester assisteert. (Indien er geen navicularius aanwezig is wordt het wierookscheepje op de wierookstandaard of de credenstafel gezet.) 
Acoliet 1 (rechts) en acoliet 2 (links) vormen een koppel en zijn beide ceroferarii. De acolieten staan tijdens het evangelie met kaarsen aan de evangeliezijde (links) van het altaar en voeren daarnaast gezamenlijk de kelksamenstelling en de handenwassing uit. Acoliet 1 neemt daarnaast het altaarmissaal weg tijdens de beide bewierokingen van het altaar en luidt de altaarschel (bel) onder andere tijdens het sanctus, de consecratie en het "Domine, non sum dignus" van de priester. Aan het einde van de mis geeft acoliet 2 het kelkvelum en de bursa aan de priester die vervolgens de corporale in de bursa opbergt en het kelkvelum en de bursa vervolgens op de miskelk (met kelklepeltje, pateen, purificatorium en palla) legt die op het midden van het altaar staat. Acolieten 1 en 2 dienen ook bij een gelezen Heilige Mis.
De croceferarius, navicularius en aanvullende ceroferarii zijn in de meeste traditionele kerken enkel aanwezig bij voorname hoogmissen.
Binnen de Tridentijnse ritus is enkel de priester bevoegd de communie uit te delen, het tabernakel te hanteren en het liturgische vaatwerk met gewijde handen aan te raken. Daarom dient een koster of misdienaar stoffen witte handschoenen te dragen om de miskelk, de pateen en de ciborie voor de Heilige Mis klaar te zetten of na de Heilige Mis op te ruimen. Verder wordt er een onderscheid gemaakt in een Franse en Romeinse stijl van het misdienen.

## Acoliet
Een acoliet is een (jong)volwassene. Hij begeleidt de jongere misdienaars. De benaming acoliet betekent volgeling of aanhanger; het acolythaat behoorde vanouds tot de lagere wijdingen.

## Kledij
Misdienaars en acolieten dragen een zwarte of rode toog met daarover de superplie. Standaard wordt door misdienaars en acolieten een zwarte toog gedragen onder de superplie. Echter met feestdagen en bijzondere aangelegenheden draagt men de rode toog onder de superplie. De ceremoniarius en thuriferarius dragen daarnaast in sommige kerken, met uitzondering van een requiem Mis, in de vastentijd en de Goede Week, meestal een luxere superplie met veelal een bredere dan wel gekleurde kantstrook omdat zij hoger in rang zijn dan de andere misdienaars.
Sinds het Vaticaans concilie dragen sommige misdienaars een albe. In Frankrijk en op veel plaatsen in Nederland bestaat een traditie dat misdienaars een albe en cingel dragen. Vanaf eind jaren 1970 ziet men vrouwelijke misdienaars, in een albe.
In de Anglicaanse Kerk draagt de acoliet die het kruis voortdraagt (Croceferarius) in processie een tuniek, het traditionele kleed van de subdiaken.